# Síndrome per embòlia grassa
La síndrome per embòlia de greix o síndrome per embòlia grassa es produeix quan el greix entra al torrent sanguini (embòlia de greix) i provoca símptomes i signes, que solen començar en un dia. Això pot incloure una erupció petequial, disminució del nivell de consciència i dificultat per respirar. Altres símptomes poden incloure febre i disminució de la producció d'orina. El risc de mort és d'un 10%.
L'embòlia grassa es produeix amb més freqüència com a resultat de fractures d'ossos com el fèmur o la pelvis. Altres causes potencials inclouen pancreatitis, cirurgia ortopèdica, trasplantament de medul·la òssia i liposucció. El mecanisme subjacent implica una inflamació generalitzada. El diagnòstic es basa en la clínica.
El tractament és principalment cures de suport. Això pot implicar oxigenoteràpia, líquids intravenosos, i ventilació mecànica. Tot i que sovint s'aboquen petites quantitats de greix a la sang després d'una fractura òssia, la síndrome d'embòlia grassa és rara. La malaltia va ser diagnosticada per primera vegada el 1862 per Zenker.